# Ifinger
Der Ifinger (italienisch Picco Ivigna) ist ein 2581 m s.l.m. hoher Berg in den Sarntaler Alpen in Südtirol (Italien). 

## Lage und Umgebung
Der aus einem Granit, dem sogenannten Ifinger-Tonalit der Periadriatischen Naht, aufgebaute Berg ist die südlichste markante Erhebung im Westkamm der Sarntaler Alpen, bevor dieser zum breiten Rücken des Tschögglbergs abfällt. Sein Hauptgipfel, der Große Ifinger, erreicht eine Höhe von 2581 m. In unmittelbarer Nähe, nur wenige Meter südöstlich, befindet sich der durch eine Scharte getrennte Kleine Ifinger (italienisch Piccolo Ivigna, 2552 m). Von diesen beiden Gipfeln aus verlaufen mehrere Kämme in verschiedene Himmelsrichtungen. Auf dem nach Nordwesten führenden Kamm befindet sich die Scheibenspitz (2412 m). Der Südwestkamm fällt zunächst zur Ifinger-Scharte (2117 m) ab und erhebt sich anschließend zur Lauwand (2255 m). Der zunächst nach Osten und später nach Nordosten verlaufende Kamm sinkt zur Oswaldscharte (2323 m) ab und verbindet den Ifinger mit der Verdinser Plattenspitze (2681 m). 
Administrativ befindet sich der Berg auf dem Gebiet der Gemeinden Schenna und Hafling in Südtirol.

## Alpinismus
Der Ifinger ragt frei nordöstlich über Meran und dem Burggrafenamt auf und ist ein bedeutendes Tourenziel. Der Normalweg auf den Kleinen Ifinger nimmt im durch Seilbahnen erschlossenen Skigebiet Meran 2000 an der Südflanke des Berges seinen Anfang und führt zunächst nach Nordosten zur Oswaldscharte. Von dort führt ein Wanderweg dem Gratverlauf Richtung Westen folgend zum kleineren der beiden Ifinger-Gipfel. Kurz vor dem Gipfel mündet auch ein 2016 eröffneter und nach Heini Holzer benannter Klettersteig in den Normalweg ein.
Um vom Kleinen weiter zum Großen Ifinger zu gelangen, muss man zunächst in die kleine Scharte zwischen den Gipfeln absteigen und die letzten 50 Höhenmeter durch einen kurzen, gesicherten Klettersteig zurücklegen. Die Nordwand des Ifingers ist bei Kletterern beliebt.
Auch die Lauwand und die Ifinger-Scharte sind durch Wanderwege erschlossen. Die nächstgelegenen Schutzhütten sind die Ifingerhütte an der Westflanke und die Meraner Hütte im Südosten.

## Etymologie
Trotz seiner markanten Erscheinung stammt der älteste greifbare Namensbeleg erst aus dem 18. Jahrhundert; er scheint im Atlas Tyrolensis als Ifinger Spiz auf. Der relativ junge Bergname ist wohl von den südlich gelegenen Bergwiesen Pifing (Piffing) heraufgewandert, dessen Anlaut /p/ dabei verloren ging. Pifing wiederum leitet sich wohl vom mittelhochdeutschen bivanc mit der Bedeutung „gesondert genutztes, eingezäuntes Grundstück“ ab. Eine andere Theorie bringt den Bergnamen mit der lokal Ifern genannten Moschus-Schafgarbe in Zusammenhang.